# Kunstgewerbeschule Düsseldorf

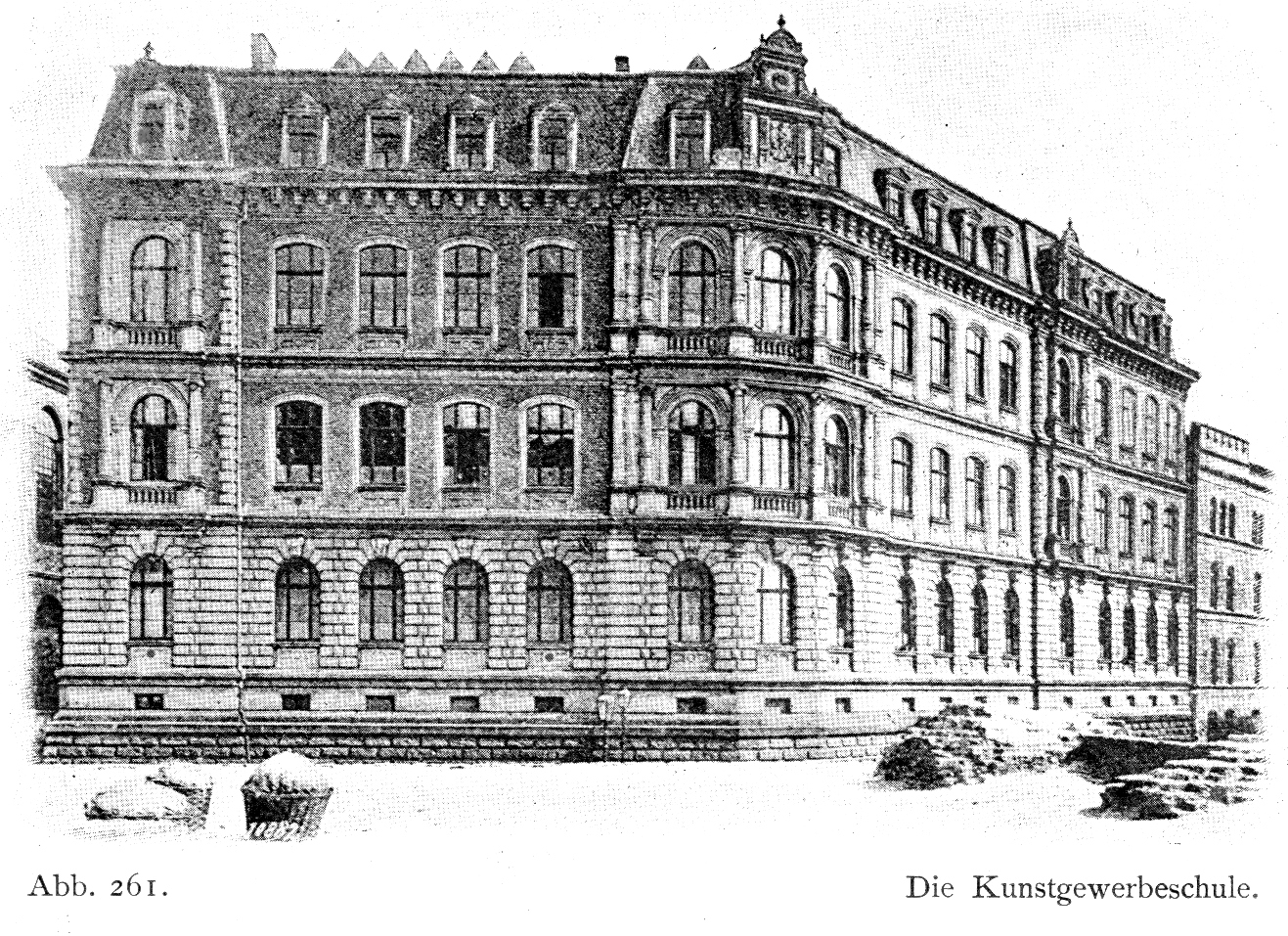
Gebäude der Kunstgewerbeschule, vor 1904

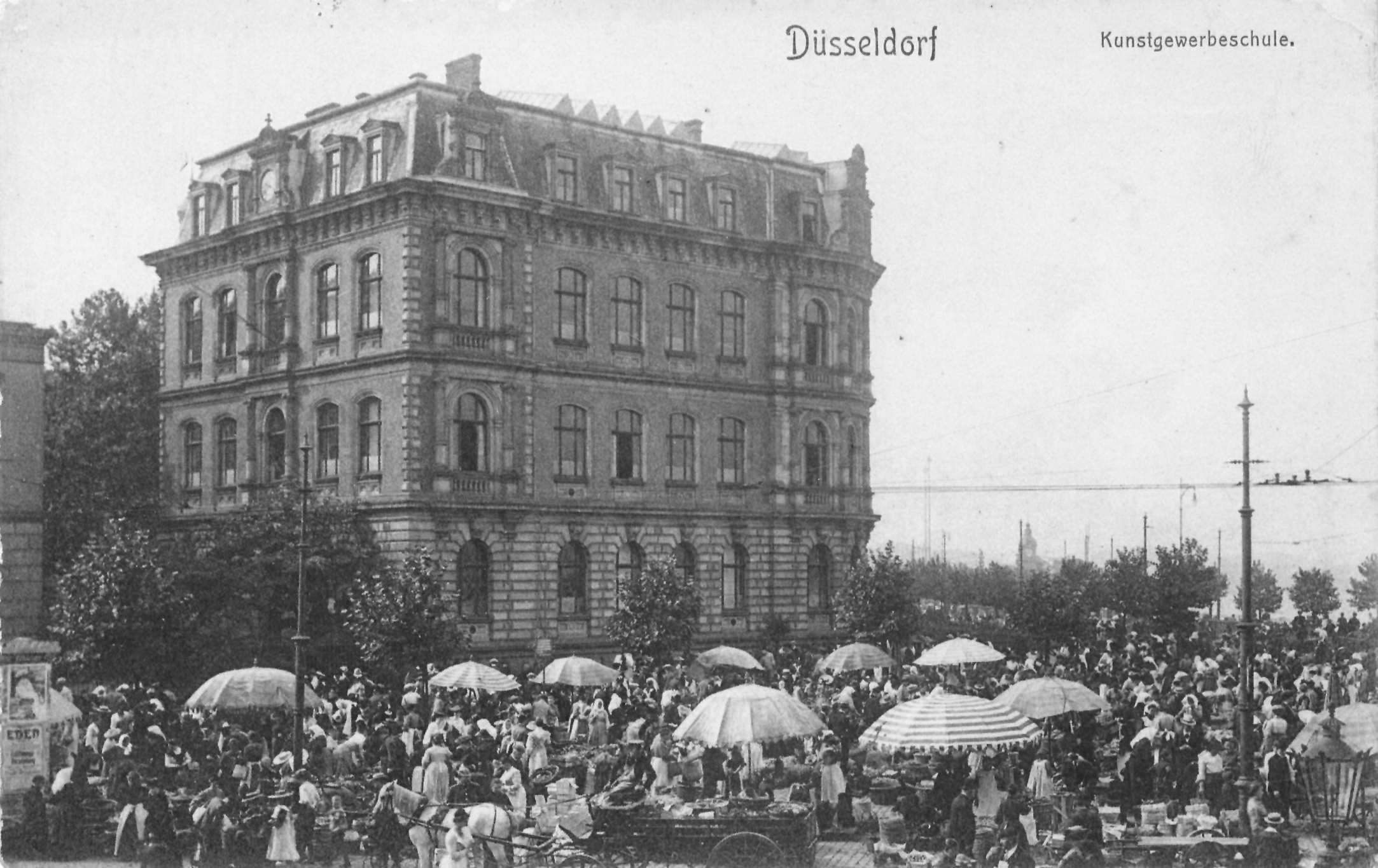
Kunstgewerbeschule Düsseldorf am Burgplatz mit Wochenmarkt, um 1900

Die Kunstgewerbeschule Düsseldorf wurde am 3. April 1883 eröffnet und zum Ende des Schuljahres 1918 aufgelöst. Ihre Architekturausbildung ging 1919 auf die Kunstakademie Düsseldorf über.

## Ausbildungsangebot
Die Ausbildung setzte ihren Schwerpunkt bei der Angewandten Kunst. Ein weiterer Schwerpunkt lag auf der Ausbildung von Architekten. Die Voraussetzungen für eine Aufnahme in die Architekturabteilung waren ein vorangegangenes Studium an einer Baugewerbeschule, einer Hochschule oder der Nachweis „genügender technischer Erfahrungen und Kenntnisse“. Die Schule bestand aus drei Abteilungen: Vorschule, Fachschule, Abendschule. Der Unterricht umfasste Freihandzeichnen, geometrisches Zeichen und ornamentale Formenlehre. Außerdem führte die Schule Schriftkurse ab 1905 durch, die mit Studien über die Geschichte und die Ästhetik der künstlerischen Schrift verbunden waren. Zu diesem Zweck hatte die Schule Kontakt zum britischen Kalligrafen Edward Johnston aufgenommen. In seiner Vertretung leitete Johnstons Schülerin Anna Simons die Schriftkurse in Düsseldorf. Die Kursusteilnehmer kamen aus allen Teilen des Deutschen Reichs.

## Finanzierung
Die Kosten der Schule, deren Statut am 28. Februar 1882 durch den zuständigen Minister genehmigt worden war, trug die Stadt Düsseldorf, die anfangs einen jährlichen staatlichen Zuschuss von 7830 Mark erhielt, der bis zum Jahr 1900 auf jährlich 30.000 Mark erhöht wurde.

## Geschichte
Erster Direktor der Schule war der Architekt Hermann Stiller von 1884 bis 1903. Eine Blütezeit erlebte die Kunstgewerbeschule in den Jahren 1903 bis 1907. In dieser Zeit wurde sie von Peter Behrens geleitet, der – wie es durch seine Berufung gewünscht war – mit einer neuen Organisation und in der Ausrichtung der Lehre eigene Ideen umsetzte und die Hochschule auch gegenüber der Architekturausbildung an der Kunstakademie Düsseldorf neu positionierte. Mit Behrens kamen neue Lehrkräfte an die Kunstgewerbeschule: Rudolf Bosselt, Fritz Helmuth Ehmcke, Max Benirschke und Johannes Ludovicus Mathieu Lauweriks. Trotz nur vierjähriger Tätigkeit in Düsseldorf hinterließ Behrens dort nachhaltige Spuren. 1907 holte ihn Emil Rathenau als künstlerischen Berater und Gestalter von Industrieerzeugnissen (Designer) zur AEG und Rudolf Bosselt übernahm im Oktober 1907 die Direktion der Kunstgewerbeschule.
Im Jahre 1909 wurde Lothar von Kunowski Leiter des „staatlichen Zeichenlehrerseminars“ an der Kunstgewerbeschule. Von 1908 bis 1919 unterstand die Kunstgewerbeschule dem Direktorat von Wilhelm Kreis, der sich bereits 1902 um diesen Posten beworben hatte. Fritz Schumacher, der das Direktorat ursprünglich von Behrens übernehmen sollte, hatte die Stelle des Hamburger Baudirektors angenommen. Die Gründung einer eigenen Architekturabteilung an der Kunstgewerbeschule Düsseldorf war im Jahre 1909 von Wilhelm Kreis auf den Weg gebracht worden. Die Besondere Architekturabteilung Düsseldorf bestand zunächst neben der Kunstgewerbeschule. In der neuen Architekturabteilung der Kunstgewerbeschule richtete Kreis zunächst drei gesonderte Architekturklassen ein. Die erste Klasse widmete sich der „einfachen bürgerlichen Bauweise“ und wurde von Regierungsbaumeister Fritz Becker geleitet, der in den 1920er Jahren mehrere Wohnbauprojekte realisierte. Die Architekturklasse von Fritz Becker war gedacht für Bauaufgaben, bei denen der Bauauftrag vorher genau fixiert war, vom „schlichten Arbeiterhaus bis zum besseren Bürgerhaus und einfachen Landhäusern, Kolonien, kleinen Geschaftshäusern, landwirtschaftlichen Gebäuden, kleinen Rathäusern und Kirchen für Klein- und Mittelstädte“. Die zweite Klasse der Architekturabteilung für „Innenarchitektur und Baudetaillierung“ übernahm der Architekt Emil Fahrenkamp. Die dritte Architekturklasse für „Monumentalbauten“ übernahm Kreis selbst.
Neben den drei großen Architekturklassen richtete Kreis noch vier weitere Klassen ein, die den Unterricht erweitern und bereichern sollten und den Blick auf das „architektonische Ganze“ richten und sowohl Malerei, Bildhauerei, Gartengestaltung und kunstgewerbliche Fragestellungen in den Lehrplan einbinden sollten. Richard Klapheck übernahm in der Klasse für „theoretischen Ergänzungsunterricht“ die Vorlesungen über Baugeschichte, Städtebau, Denkmalpflege und Heimatschutz. In der „Klasse für Bildhauerei“ lehrte der Bildhauer Hubert Netzer die Verwendung von Plastik und Malerei in der Architektur. Die Leitung der „Gartenkunstklasse“ übernahm Baron Walter von Engelhardt. Als Vorbedingung für die Aufnahme wurde der Besuch einer staatlich anerkannten Gärtnerlehranstalt vorausgesetzt. Neben Engelhardt übernahmen auch Kreis, Becker und Fahrenkamp Unterrichtseinheiten zur architektonischen Gartengestaltung und Gartenausstattung. Mit dem Aufbau der Architekturabteilung hatte sich die Kunstgewerbeschule von dem ursprünglichen Typus der Kunstgewerbeschulen entfernt und hatte sich gleichsam zu einer Architekturhochschule weiterentwickelt. Für Damen wurde eine Klasse in Auffassungszeichnen, Naturstudien und Aktzeichnen, geleitet von Josef Bruckmüller, eingerichtet.
Der Erste Weltkrieg ließ sowohl die Zahl der Lehrer als auch die Zahl der Schüler erheblich zurückgehen. Wilhelm Kreis, der Direktor, wurde in den Heeresdienst eingezogen. 1917 erhielt der Lehrer für Kunst- und Architekturgeschichte Richard Klapheck einen Ruf an die Kunstakademie Düsseldorf, wodurch eine weitere Schwächung des Lehrkörpers eintrat. Zur gleichen Zeit waren einige Lehrer, darunter auch der Architekt Emil Fahrenkamp, aus dem Krieg zurückgekehrt. Trotzdem mussten bald mehrere Abteilungen geschlossen werden. Mit dem Jahr 1918 endete das letzte Schuljahr der Kunstgewerbeschule Düsseldorf.
1919, nach der Auflösung der Kunstgewerbeschule, ging ihr wichtigster Bestandteil, die Architekturausbildung, auf die Kunstakademie Düsseldorf über, die sowohl die Dozenten als auch die Schüler aufnahm. Auch die Ausgestaltung der „Abteilung für Kirchliche Kunst“ sowie Unterbringung des „staatlichen Zeichenlehrerseminars“ und der „Frauenkunstschule“ wurden im Gebäude der Kunstakademie untergebracht.

## Gebäude

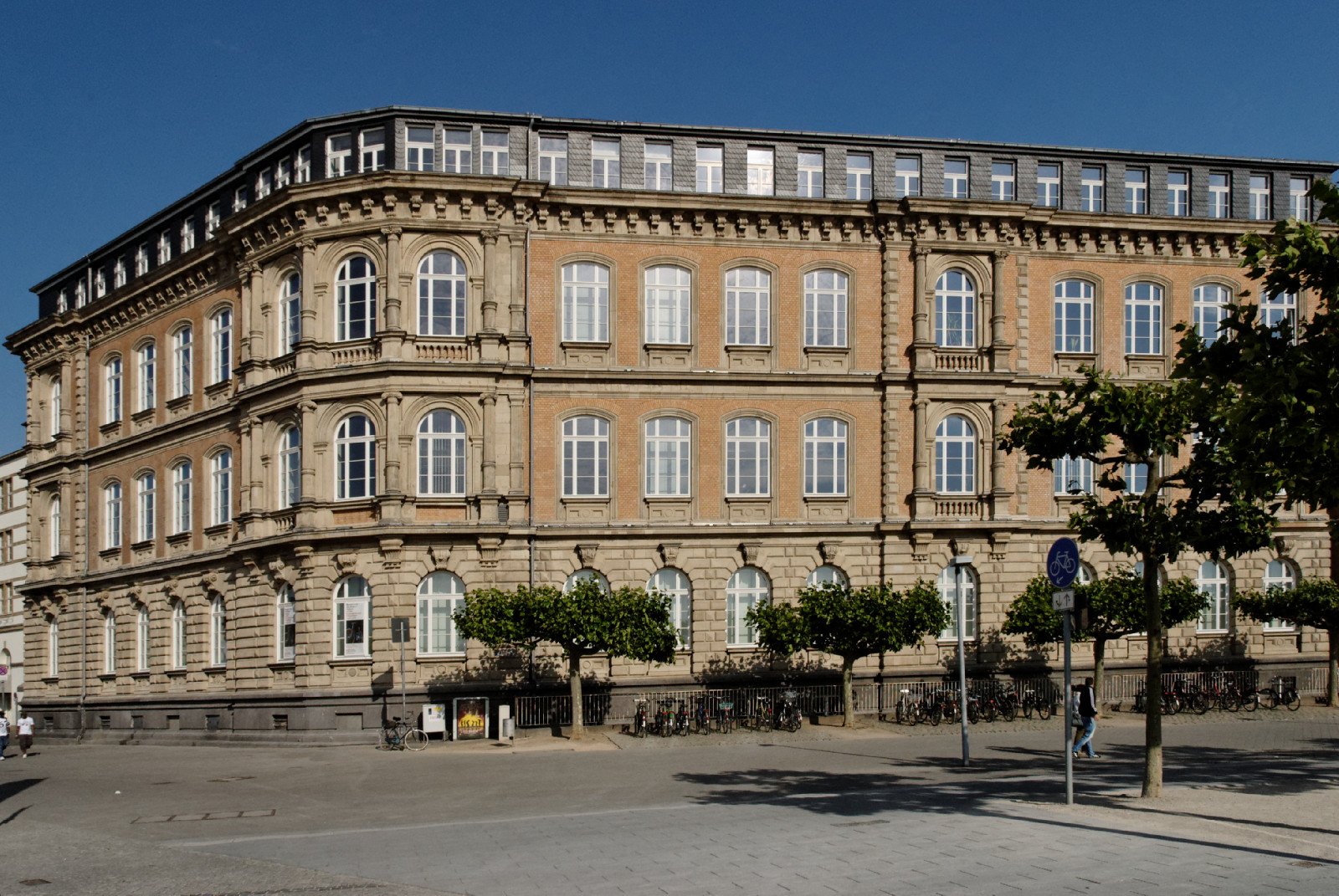
Ehemalige Kunstgewerbeschule Düsseldorf, 2011

Hauptartikel: Kunstgewerbeschule Düsseldorf (Gebäude)
Die Räume der Fach- bzw. Hochschule wurden in einem 1882/83 errichteten Neubau am Burgplatz in der Düsseldorfer Altstadt untergebracht.
Heute gehört das Gebäude zum Düsseldorfer Rathaus. Seit 2005 werden fünf Raumsegmente des Gebäudes mit rund 650 m² Nutzfläche, zuzüglich Büro- und Depotflächen, von der Akademie-Galerie – Die Neue Sammlung der Kunstakademie Düsseldorf genutzt. Es sollen dort jährlich zwei Ausstellungen stattfinden, u. a. über das Schaffen der Düsseldorfer Akademieprofessoren nach 1945. Ferner ist geplant, ein Archiv über Nachlässe, Informationen und Veröffentlichungen der Lehrkräfte der Kunstakademie einzurichten.

## Lehrer
Siehe: Kategorie:Hochschullehrer (Kunstgewerbeschule Düsseldorf)

## Studierende / Alumni
- Hanna Achenbach (1892–1982)
- Alfred Adloff (1874–nach 1937)
- Sibylle Ascheberg von Bamberg (1888–1966)
- Carl Josef Barth (1896–1976)
- August Bauer (1868–1961)
- Robert Dudley Best (1892–1984)
- Paul Bindel (1894–1973)
- Eva Brinkman (1896–1977)
- Fritz August Breuhaus de Groot (1883–1960)
- Ferdinand Carl Cürten (1892–1945)
- Hermann Cossmann (1884–1966)[8]
- John Dähmcke (1887–1969)
- Carl Deiker (1879–1958)
- Heinrich Ehmsen (1886–1964)
- Joseph Enseling (1886–1957)
- Ludwig Fettweis (1866–1944)
- Julius Freymuth (1881–1961)
- Wilhelm Gdanietz (1893–1969)
- Bruno Gimpel (1886–1943)
- Irma Goecke (1895–1976)
- Ernst Gottschalk (1877–1942)
- August Hagen (1875–1944)
- Georg Hambüchen (1901–1971)
- Wilhelm Hambüchen (1869–1939)
- Heinrich Hamm (1889–1968)
- Carl Hemming (1867–nach 1924)
- Max Hertwig (1881–1975)
- Ferdinand Heseding (1893–1961)
- Albert Herzfeld (1865–1943)
- Robert Högfeldt (1894–1986)
- Alfred Holler (1888–1954)
- Ludwig ten Hompel (1887–1932)
- Willy Robert Huth (1890–1977)
- Heinrich Kamps (1896–1954)
- Hermann Keuth (1888–1974)
- Hermann Koenemann (1871–1934)
- Karl Köster (1883–1975)
- Leo Küppers (1880–1946)
- Carl Lambertz (1910–1996)
- Leon Lauffs (1883–1956)
- Max Lazarus (1892–1961)
- August Macke (1887–1914)
- Adolf Meyer (1881–1929)
- Wilhelm Mohr (1882–1948)
- Hermann Mühlen (1886–1964)
- Traugott Müller (1895–1944)
- Gustav August Munzer (1887–1973)
- Hermann Nolte (1873–1935)
- August Oppenberg (1896–1971)
- Emil Pohle (1885–1962)
- Robert Pudlich (1905–1962)
- Willy Reetz (1892–1963)
- Hans Rilke (1891–1946)
- Marcel Wilhelm Richter (1886–1966)
- Wilhelm Ritterbach (1878–1940)
- Robert Sandfort (1880–1945)
- Lore Schill (1890–1968)
- Herbert Rolf Schlegel (1889–1972)
- Friedrich Hermann Ernst Schneidler (1882–1956)
- Hermann Sehrig (1892–1963)
- Eduard Sturm (1885–1952)
- Arnold Topp (1887–1945, verschollen)
- Adolf Uzarski (1885–1970)
- Friedrich Wagner-Poltrock (1883–1961)
- Ferdi Walther (1911–2000)
- Walter von Wecus (1893–1977)
- Anton Wendling (1891–1965)
- Jakob Weitz (1888–1971)
- Paul Westerfrölke (1886–1975)
- Bernhard Weyrather (1886–1946)
- Gertrud Weyrather-Engau (1876–1950)
- Albert Wigand (1890–1978)
- Franz Xaver Wimmer (1881–1937)
- Louis Ziercke (1887–1945)